# Doce de Coco
Doce de Coco é um filme brasileiro de curta metragem dirigido por Allan Deberton.

## Sinopse
A família de Diana trabalha com cocadas caseiras em Russas. João, o irmão mais novo, pega os frutos do coqueiro para que Diana e a mãe preparem os doces. Zacarias, o pai, sai para a cidade vender. Tudo muda quando Diana vai tomar banho no rio...

## Elenco
- Débora Ingrid... Diana
- Soia Lira... Lúcia
- Sidney Souto... Zacarias
- Marcélia Cartaxo... Maria
- Alan Ribeiro... Michael
- Alisson Rodrigues... João

## Festivais e prêmios

### Brasileiros
- V Festival Nacional de Cinema e Vídeo dos Sertões
  - Prêmio: Melhor Curta Juri Popular
  - Prêmio: Melhor Direção
  - Prêmio: Melhor Atriz
- V Tudo Sobre Mulheres - Festival de Cinema Feminino da Chapada dos Guimarães
- VI Festival Aruanda de Cinema Brasileiro
- 8º Festival de Cinema de Maringá
- 21ºFestival Ibero-americano de Cinema
  - Premio: Melhor Produção Cearense
  - Prêmio: BNB de Cinema
- 5º Festival Cinema com Farinha - Festival de Audiovisual do Sertão Paraibano

### Internacionais
- FESTin Lisboa - Festival de Cinema Itinerante de Língua Portuguesa - Portugal
- FICIC - Festival Internacional de Cine Independiente de Cosquin – Argentina
  - Prêmio: Película Destacada
- Tanz Cine Brazil - Tanzânia, África
- Festival Internacional Lume de Cinema - São Luiz, MA